# Galen i Randy
Galen i Randy (engelska: The Pick-up Artist) är en amerikansk långfilm från 1987 i regi av James Toback, med Molly Ringwald, Robert Downey Jr., Dennis Hopper och Danny Aiello i rollerna.

## Handling
Randy Jensen (Molly Ringwald) får tjejtjusaren Jack Jericho (Robert Downey Jr.) på fall. Efter en snabb romans leder hennes ointresse till att Jack blir förälskad. Randy har inte tid med romantik då hon försöker hjälpa sin alkoholiserade och spelmissbrukande pappa Flash Jensen (Dennis Hopper). Jack kommer till slut till räddning när Randy och hennes pappa ligger illa till hos maffian och historien slutar lyckligt.

## Rollista
| Molly Ringwald      | – Randy Jensen       |
| Robert Downey Jr.   | – Jack Jericho       |
| Dennis Hopper       | – Flash Jensen       |
| Danny Aiello        | – Phil Harper        |
| Mildred Dunnock     | – Nellie             |
| Harvey Keitel       | – Alonzo Scolara     |
| Brian Hamill        | – Mike               |
| Tamara Bruno        | – Karen              |
| Vanessa L. Williams | – Rae, tjej med hund |
| Angie Kempf         | – Jacks student      |
| Polly Draper        | – Pat, Jacks kollega |
| Fred Koehler        | – Richie             |
| Robert Towne        | – Stan               |
| Victoria Jackson    | – Lulu               |
| Lorraine Bracco     | – Carla              |